# 伊爾茨河
伊爾茨河是德國的河流，屬於多瑙河的支流，河道全長65公里，流域面積約850平方公里，河口處在帕紹，河畔城鎮有菲爾斯特內克。

## 外部連結
- Ilz river （页面存档备份，存于） （德文）